# Sodomia feminina
Sodomia feminina é uma categoria geral de atividades sexuais ou eróticas realizadas entre mulheres. Foi codificada como categoria jurídica na medieval e na moderna Europa, embora apresentasse grandes variações entre as regiões. A sodomia feminina distingue‑se da categoria social e legal da sodomia (masculina), devido às diferenças significativas na forma como as mulheres acusadas de sodomia eram vistas na sociedade e tratadas no sistema judiciário. Uma pessoa que comete sodomia é, por vezes, denominada sodomita. Sodômicas históricas notáveis incluem Katherina Hetzeldorfer e Benedetta Carlini.
A definição legal de sodomia em muitos locais exigia um ato de “penetração antinatural” e, portanto, não podia ser facilmente extrapolada para aplicar‑se à perseguição da sodomia feminina. Devido à rigidez das categorias sociais e legais de Gênero, qualquer expressão de sexualidade que não se encaixasse no paradigma heterossexual era vista como uma transgressão das normas sexuais e de gênero. Assim, a sodomia feminina era tipicamente punida de forma mais severa do que os crimes considerados exclusivamente transgressões de normas sexuais. Aparentemente, a sodomia feminina foi menos amplamente perseguida do que a sodomia masculina na Europa durante esse período. O registro da sodomia feminina na história europeia consiste, predominantemente, em documentos judiciais fragmentados e correspondências pessoais, embora estes últimos sejam bastante raros. Essas fontes revelam a severidade da acusação de sodomia feminina. Por ser considerada uma transgressão das normas de gênero e sociais, além das sexuais, essas mulheres eram frequentemente acusadas de mais do que apenas sodomia. Muitas acusações de sodomia feminina eram acompanhadas por denúncias de Bruxaria , desviante e hermafroditismo. Esse registro oferece uma visão sobre as diferenças entre a sodomia feminina e a masculina, evidenciando a rigidez das normas sociais para as mulheres. Uma única transgressão, como a participação em atividades eróticas com outras mulheres, resultava na percepção dessas mulheres como “não‑mulheres” ou, em alguns casos, até “não‑humanas”. Muitas regiões da Europa possuíam seus próprios rótulos para as sodomitas, classificando‑as como não‑mulheres após tais transgressões.

## Terminologia relacionada

### Hermafrodita feminina
Ver também
O termo “hermafrodita” servia como um coringa para o caos sociológico e para qualquer tipo de transgressão sexual ou de gênero. Havia tanto hermafroditas masculinos quanto femininos. No período da Idade Moderna existia a ideia de que os sodomitas possuíam representações físicas do seu desvio. Entende‑se que as sodomitas/hermafroditas femininas possuíam um Clítoris aumentado, que poderia ser utilizado para a penetração sexual.
Um “hermafrodita perfeito” era uma pessoa com dois conjuntos funcionais de genitais; um masculino e outro feminino.
Hermafroditas de todos os tipos eram comumente associados à bruxaria.

### Tribades
O termo “tribades” possuía muitas das mesmas conotações de hermafrodita. Os tribades surgiram especificamente após a redescoberta do Clítoris no século XVI, e referem‑se especificamente a sodomitas femininas que apresentavam genitais inchados e aumentados, capazes de penetrar outras mulheres.

### Fricatrice
O termo “fricatrice” referia‑se a uma mulher lasciva que mantinha relações sexuais com outras mulheres. Esse termo está mais explicitamente associado ao prazer derivado de uma versão dominante e masculina da sexualidade e da busca sexual exercida por uma mulher.

## Acusações interseccionais
Os registros existentes de sodomia feminina na Europa medieval e na Idade Moderna consistem, em sua maioria, em registros judiciais e documentos que detalham as transgressões sociais e normativas que justificavam a intervenção e a punição legal. Essas fontes são difíceis de analisar devido à incerteza quanto à veracidade dos registros e às intenções dos acusadores.
Há evidências de que, em toda a Europa, as acusações de sodomia feminina frequentemente estavam atreladas às de bruxaria. A sodomia feminina era amorfa. A sodomia era geralmente considerada um ato sexual não procriativo e penetrativo, cometido fora do casamento. As relações entre mulheres do mesmo sexo não se encaixam facilmente nessa concepção de sodomia. Havia o desejo de punir essas mulheres, visto que seus atos eram geralmente interpretados como algum tipo de transgressão sexual, porém faltava um arcabouço legal para tanto. As sodomitas frequentemente eram acusadas de bruxaria para legitimar seus crimes, uma vez que a bruxaria era melhor definida e compreendida em termos legais. Se as autoridades persecutórias não conseguiam provar que a relação entre determinadas mulheres violava suas leis de sodomia orientadas para o homem, podiam acusar a mulher de bruxaria e utilizar suas transgressões sexuais como evidência para tal. As acusações de bruxaria incluíam alegações de associação com o Diabo, que era visto como o líder das bruxas e inspirador de atos sexuais transgressores e desviante.
Outra acusação interseccional, frequentemente associada às sodomitas, é o hermafroditismo. Num contexto europeu da Idade Moderna, existiam tanto hermafroditas femininos quanto masculinos, pois até mesmo as transgressões da binariedade de gênero devem se enquadrar nela. Acreditava‑se que as hermafroditas femininas possuíam um clítoris incomumente aumentado ou inchado. Isso era considerado como o meio pelo qual as mulheres poderiam penetrar outras mulheres. Em alguns casos de sodomia feminina, geralmente se entendia que pelo menos uma das partes era uma bruxa, uma hermafrodita ou ambas. Isso demonstra o quão rígida era a binariedade de gênero naquele período, bem como o quão intimamente relacionadas eram as transgressões sexuais e de gênero em um sentido legal. Se uma sodomita quebrasse uma norma relacionada à sexualidade, ela também era considerada desviante em termos de gênero e de expressão de gênero.
As acusações de sodomia feminina eram frequentemente realizadas por colegas, amigas e conhecidas da acusada. Fofoca, classe e as relações interpessoais desempenhavam papel fundamental na forma como uma mulher era acusada de sodomia. A legitimidade de muitas dessas acusações, inclusive das de natureza interseccional que a sodomia feminina pode implicar, pode ser melhor compreendida através de uma análise minuciosa do contexto em que foram proferidas. Mais pesquisas sobre esse tema pouco estudado são necessárias.

## Variações geográficas e estatísticas

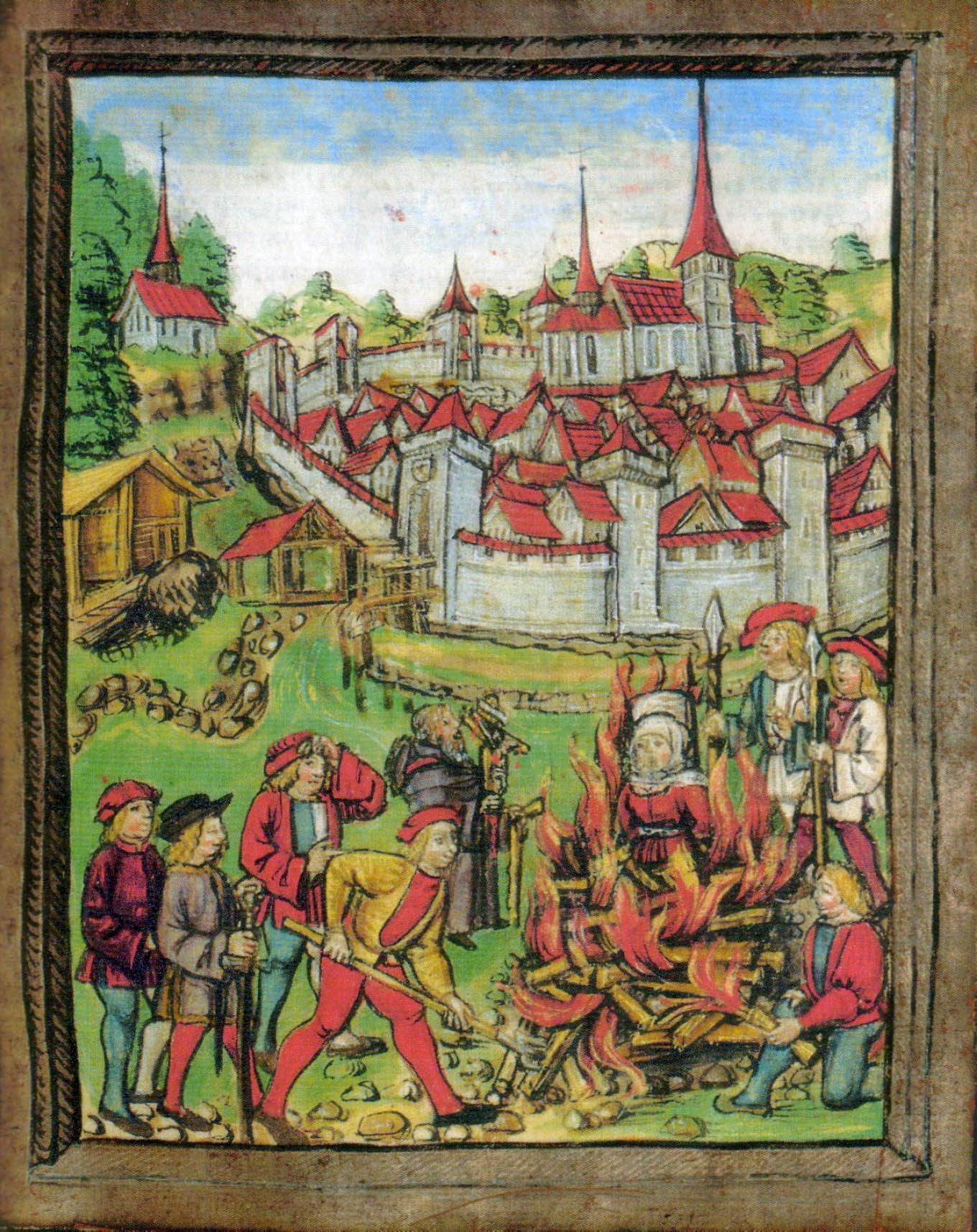
Cena de execução da crônica de Schilling de Lucerna (1513), ilustrando a queima de uma mulher acusada de bruxaria em Willisau, Suíça, em 1447. As acusações de sodomia contra mulheres frequentemente eram acompanhadas de denúncias de bruxaria, resultando em punições severas, como a morte por queima.

### Europa medieval e moderna

#### Bruges
Entre 1385 e 1515, foram realizadas 90 execuções por sodomia. Sete dos indivíduos executados eram mulheres.

#### Flandres
As mulheres representaram 28% dos casos de sodomia em Flandres entre 1795 e 1798. O norte da Europa foi muito mais ativo na perseguição à sodomia feminina, particularmente em cidades urbanas. Os rumores se espalhavam com maior facilidade em grandes centros urbanos, onde havia mais pessoas para flagrar mulheres em atos ou perceber algo que não fosse completamente heterossexual ou normativo.

#### Sacro Império Romano-Germânico
Carlos V, imperador do Sacro Império Romano-Germânico introduziu o Constitutio Criminalis Carolina na legislação em 1532. Foi a primeira lei codificada a mencionar tanto a sexualidade masculina quanto a feminina. Antes disso, a sodomia e as transgressões sexuais eram um tabu indescritível, mas igualmente puníveis. Entretanto, somente com a introdução dessa legislação tais atos foram oficialmente proibidos. Mesmo após a promulgação dessa lei, dentre os inúmeros casos de sodomia perseguidos, apenas um punhado envolveram mulheres, embora os números exatos variem de local para local. Como a sexualidade feminina era vista como dependente dos homens, era difícil perseguir um ato que não se enquadrava na concepção heterossexual da sexualidade humana.

#### Países Baixos Meridionais
A sodomia feminina nos Países Baixos Meridionais foi tratada de maneira diferente da maioria das nações europeias. Enquanto em outros estados os casos de sodomia feminina eram muitas vezes mantidos em silêncio, nos Países Baixos Meridionais os casos não eram ocultados, e as execuções ocorriam de forma altamente pública. Quase 1 em cada 10 das pessoas acusadas de sodomia entre 1400 e 1500 eram mulheres. Não só as mulheres eram acusadas de sodomia em taxas mais elevadas do que em outros estados, mas também eram punidas de forma mais severa. Sodomitas femininas frequentemente recebiam as mesmas punições que seus equivalentes masculinos, o que era altamente incomum nesse período. Diferentemente de outros crimes – nos quais os métodos de execução incluíam afogamento ou enterro vivo – os sodomitas eram queimadas vivas. Frequentemente, grupos de sodomitas femininas eram executados em conjunto.

## Figuras notáveis

### Bertolina (Guercia)
Bertolina, conhecida como Guercia, foi uma mulher italiana que viveu em Bolonha no final do século XIII. Era reconhecida em sua cidade como uma sodomita, tendo suas relações com outras mulheres amplamente conhecidas, mas somente em 1295 foram feitas acusações legais contra ela. Um homem, identificado apenas nos registros judiciais como Guilelmo, acusou Guercia de sodomia, magia e adivinhação. Naquela época, a sodomia era definida pela lei de Bolonha como qualquer ato sexual não procriativo, especificando apenas atos homossexuais masculinos. Inicialmente, o julgamento não avançaria, pois nenhum vizinho do sexo masculino testemunhou contra Guercia. Guilelmo apresentou então duas testemunhas, mas apenas os registros do depoimento de uma delas sobreviveram. Ugolino Martini testemunhou que, um ano antes, havia encontrado Guercia durante uma caminhada noturna. Ela estava acompanhada por cantores que havia contratado para fazer serenata a uma pessoa não identificada. Martini os convidou a acompanhá‑lo para fazer serenata a uma mulher pela qual tinha interesse. Ao revelar a identidade dessa mulher, Guercia comentou que também nutria interesse sexual por ela. Martini afirmou que Guercia então lhe mostrou suas diversas “silk virilia”, que ela alegava usar para ter relações sexuais com outras mulheres. Guercia não atendeu à convocação para comparecer em tribunal, sendo banida de Bolonha e sujeita a pesadas multas caso retornasse. A punição padrão para homens acusados de sodomia em Bolonha na época era a morte pelo fogo. O caso de Guercia é o registro mais antigo de sodomia feminina na Europa.

### Katherina Hetzeldorfer
Katherina Hetzeldorfer foi acusada de sodomia feminina em 1477 em Speyer, Alemanha. O único registro remanescente sobre ela e o caso são os documentos judiciais que descrevem seu julgamento e punição. Hetzeldorfer foi processada e condenada por manter relações sexuais com mulheres. O tribunal a caracterizou como uma mulher que adotava uma sexualidade masculina, e foi a transgressão das normas de gênero o que motivou a ofensa em seu julgamento. Ela foi rotulada como hermafrodita e, embora inicialmente negasse todas as acusações, acabou sendo forçada a admitir suas transgressões. Foi condenada e sentenciada à morte por afogamento, um método de execução particularmente vergonhoso e degradante reservado às mulheres, geralmente aquelas condenadas por bruxaria.

### Maertyne van Keyschote
Maertyne van Keyschote viveu em Bruges, por volta da virada do século XVI. Em 1514, van Keyschote confessou as acusações de sodomia. Ela e outras três pessoas, às quais admitiu ter sodomizado, foram punidas. Van Keyschote e uma mulher chamada Jeanne vanden Steene foram flageladas e tiveram seus cabelos queimados. Ambas foram banidas de Flandres por um século. As outras duas eram menores de idade. Grietkin van Bomele e Grietkin van Assenede foram acusadas de terem sido induzidas a cometer sodomia. Elas foram apenas flageladas devido à sua idade.

### Mayken e Magdaleene
Mayken e Magdaleene foram duas mulheres acusadas de sodomia feminina em 1618 em Bruges, Bélgica. Tudo começou quando Maetren van Ghewelde, marido de Mayken, foi preso por roubar um cavalo. Ao ser interrogado pelas autoridades, ele relatou que sua esposa havia fugido um ano antes com uma mulher chamada Magdaleene, que a comunidade havia rotulado como uma hermafrodita vagabunda. Após sua acusação, as autoridades iniciaram a busca pelas duas mulheres. Quando encontradas, ambas foram detidas e interrogadas. Magdaleene foi torturada, embora não admitisse as acusações de bruxaria e hermafroditismo. Apesar disso, a acusação a retratou como uma bruxa e hermafrodita, possuída pelo diabo. O que torna este caso único é o fato de que Mayken e Magdaleene eram abertas acerca de seus sentimentos homoeróticos e românticos uma pela outra, com a própria Magdaleene professando uma forte preferência pela companhia sexual de mulheres em detrimento dos homens.
O julgamento terminou em 14 de dezembro de 1618. Mayken foi ordenada a orar a Deus por perdão e banida da cidade de Bruges por 10 anos, sob pena de tortura. Magdaleene foi presa por 2 anos, antes de ser libertada e banida vitaliciamente do condado de Flandres. Ela foi oficialmente acusada de doutrinar mulheres para a desviância sexual e suspeita de bruxaria.

### Benedetta Carlini
Benedetta Carlini foi uma Freira que viveu no século XVII em Pescia, Itália. Seu caso está entre os mais famosos no estudo da história da sodomia feminina. Carlini afirmava ter recebido visões transmitidas pelo divino, habilidade que eventualmente a levou a tornar‑se Abadessa, além de ampliar sua autoridade em Pescia. Em 1619, foi acusada de sodomia feminina após um caso com uma freira mais jovem em seu convento, Bartolomea Crivell. No julgamento, Carlini alegou estar possuída pelo espírito de um anjo chamado Splenditello, que havia usado seu corpo como um vaso para que Splenditello pudesse desfrutar de relações sexuais com Bartolomea. Essa defesa serviu apenas para reforçar as acusações dos promotores, e assim Benedetta Carlini foi condenada à prisão perpétua.

## Pesquisas adicionais e contexto
As pesquisas sobre a sodomia feminina ainda estão em andamento, e há muitos aspectos relevantes ao tema que permanecem praticamente incognoscíveis, dada a natureza dos estudos sobre a história da sexualidade e da legislação sexual. É difícil e anacrônico aplicar termos modernos ao fenômeno da sodomia feminina, como lesbianismo, bissexualidade, ser transgênero e neutralidade de gênero. Deve‑se estudar os casos de sodomitas femininas dentro de seus contextos. O registro histórico consiste principalmente em documentos judiciais, com ocasionais cartas pessoais extremamente raras. A definição e os parâmetros legais da “sodomia feminina” variavam de local para local; contudo, parece que a perseguição à sodomia feminina foi prolífica em regiões europeias desde a Idade Média até o início do período moderno.